# Căinelu de Sus
Căinelu de Sus – wieś w Rumunii, w okręgu Hunedoara, w gminie Băița. W 2011 roku liczyła 421 mieszkańców.